# Regresa (canción de Chantal Andere)
«Regresa» es un tema musical perteneciente a la actriz y cantante mexicana Chantal Andere, publicada en su álbum debut discográfico Regresa, Fue publicado por Fonovisa en 1990 y compuesta y dirigida por Rafael Pérez Botija.
Fue el primer sencillo y primer número 1 de la actriz y cantante mexicana en su debut en 1990, año que se estrenó.
El tema de esta canción consiste en una suplica a su mascota extraviada en este caso un perro.
Para algunos, frecuentemente surgía una confusión en la letra, ya que muchos creían que era una canción de suplica a una pareja, a un amor que ya se fue, cosa que era desmentida en la estrofa que rezaba:Sabes que nadie te amara con tanta gratitud, ni yo voy a encontrar otro perro igual que tu
- Datos: Q6104428